# Festival Cultural Queer de Seúl
El Festival Cultural Queer de Seúl (SQCF, en coreano: 서울퀴어문화축제) es un festival coreano del Orgullo LGBT que se desarrolla de forma anual en Seúl, Corea del Sur. Como parte del mismo tienen lugar una marcha del orgullo y un festival de cine LGBT. El festival tiene una duración de una o dos semanas y por lo general se lleva a cabo a finales de mayo o principios de junio. Dado que era el único festival queer en Corea hasta 2009, año en que comenzó el Festival Cultural Queer de Daegu, también era conocido comúnmente como Festival Queer de Corea o Festival Cultural Queer (en coreano: 퀴어문화축제).
El festival es el evento LGBT más grande de Corea del Sur.

## Historia
El festival tuvo lugar por primera vez en el año 2000. La marcha del orgullo de ese año tuvo lugar en el área de Daehangno y, según los informes, contó con 50 asistentes, quienes recibieron insultos por parte de algunos espectadores.
Para la edición de 2009, realizada en el área de Cheonggyecheon, el número de participantes de la marcha había incrementado en gran medida y la misma tenía una atmósfera más pacífica.
La décima edición del festival se llevó a cabo en el área de Jongno de Seúl. Al evento asistieron representantes de varias ONG coreanas, entre ellas Baram Sory, el Grupo Coreano de Derechos Humanos de Hombres Gay, la Fundación Lesbiana Coreana, el Centro de Consejería para Lesbianas en Corea del Sur, Korean Womenlink, Outeen, Unninetwork y estudio de la película de 2010 Project Butchway.
La edición número 14 del festival tuvo lugar en el barrio de Hongdae de Seúl y reunió a unos 10.000 asistentes, una cifra récord. Como la mayoría de las ediciones, contó con un desfile del orgullo y un festival de cine. Entre sus asistentes notables estuvieron las celebridades LGBT coreanas Harisu y Kim Jho Kwang-soo.
La 15.ª edición del festival, que tuvo lugar a principios de junio de 2014 en el área de Sinchon, cerca de la Universidad Yonsei, recibió el apoyo oficial de Google. Los organizadores del festival informaron que días antes de que comenzara el mismo, el gobierno les retiró el permiso, declarándolo "inapropiado" a la luz de la reciente tragedia del Naufragio del Sewol; pero los organizadores declararon que este era un pretexto utilizado por grupos cristianos hostiles que intentaban sabotear el festival enviando numerosas quejas al gobierno. Los organizadores estaban preparados para desobedecer a las autoridades y realizar el evento incluso sin permiso oficial. El festival atrajo a unos 10 000-15 000 asistentes. Los funcionarios del gobierno no impidieron que se llevara a cabo el festival, pero también dieron permiso a los grupos religiosos conservadores contra los derechos LGBT para realizar manifestaciones en el mismo lugar y hora. Esto provocó una serie de interrupciones y retrasos.

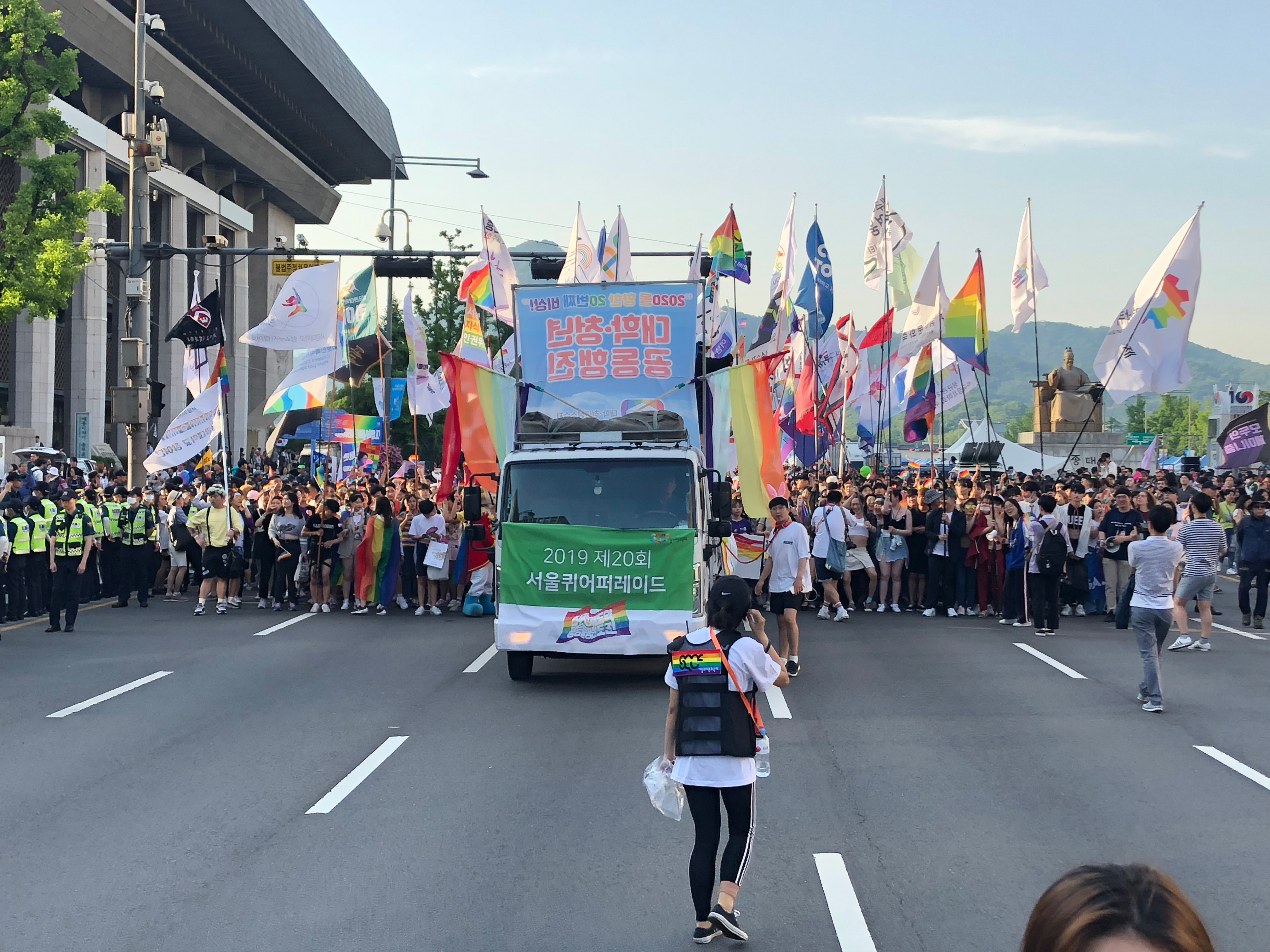
Marcha del Orgulo del Festival Cultural Queer de Seúl en 2019.

La marcha del orgullo fue prohibida en 2015. Esto atrajo atención internacional sobre el evento y la falta de progreso en cuanto a derechos LGBT en Corea del Sur. La organización Human Rights Watch expresó su preocupación ante el hecho en una carta pública en línea dirigida al presidente de Corea. El evento se realizó nuevamente en 2016, 2017, 2018 2019 y 2022.
En mayo de 2023, el gobierno de la ciudad de Seúl impidió que el festival se llevara a cabo fuera del ayuntamiento y en su lugar otorgó un permiso para un concierto cristiano anti-LGBT.

## Respaldos políticos
El evento atrae el apoyo de pequeños partidos políticos coreanos, entre ellos el Partido Laborista Democrático y el Partido Nuevo Progresista. Los miembros más conservadores del gobierno coreano toman una postura neutral hacia el evento. En 2017, la Comisión Nacional de Derechos Humanos de Corea participó en el festival por primera vez como agencia gubernamental.

## Preocupaciones sobre la privacidad
A diferencia de eventos similares en otros países, el Festival Cultural Queer de Seúl limita activamente la capacidad de los asistentes para tomar fotografías o videos. Hasta 2010, los organizadores bandas que recordaran a los asistentes que no debían tomar fotografías; y, desde entonces, exigen el registro de todos los fotógrafos y les piden que difuminen los rostros de los participantes antes de publicar las imágenes en internet. Esto se hace para reducir la posibilidad de que los participantes sean sacados del armario accidentalmente, pues muchos de ellos aún enfrentan discriminación en la sociedad coreana. De hecho, se sabe que algunos manifestantes anti-gay toman fotografías de los participantes y las distribuyen para avergonzar a los asistentes.